# Sylvester Turner
Sylvester Turner (Houston, 27 settembre 1954 – Washington, 5 marzo 2025) è stato un politico e avvocato statunitense, membro della Camera dei Rappresentanti per lo stato del Texas da gennaio a marzo 2025 ed in precedenza sindaco di Houston dal 2016 al 2024. Ancor prima, Turner era stato membro della Camera dei rappresentanti del Texas dal 1989 al 2016.

## Biografia
Turner nacque il 27 settembre 1954 a Houston, è sesto di nove figli, e fu cresciuto nella comunità di Acres Homes nel nord-ovest di Houston da suo padre, un pittore commerciale, e sua madre, una cameriera del Rice Hotel.
Dopo aver completato la scuola di legge, Turner entrò a far parte del noto studio legale Fulbright & Jaworski.
Fu membro dell'Ordine degli Avvocati dello Stato del Texas, in rappresentanza della Houston Lawyers Association e della Houston Bar Association.
Nel 1984, Turner si candidò per la carica di Commissario della Contea di Harris nel distretto 1 nelle primarie democratiche, ma perse contro El Franco Lee. Quattro anni dopo fu eletto alla Camera dei rappresentanti del Texas nel Distretto 139 della Contea di Harris e rimase in carica fino al 2014.

### Sindaco di Houston
Nel 2015 vinse le elezioni e fu eletto sindaco di Houston, rieletto poi nel 2019; in qualità di sindaco, sostenne le politiche per incentivare il lavoro dei medici nelle aree meno servite, propose una misura che aumentava i finanziamenti statali per i servizi di salute mentale nella contea di Harris, ed incrementò i fondi per l'assistenza legale per i texani poveri.

## Posizioni politiche
In seguito agli eventi dell'uragano Harvey, Turner ricevette critiche per la sua decisione di non suggerire alcuna forma di evacuazione. Rispose alle critiche sottolineando la logistica dell'evacuazione di "6,5 milioni" di persone e i morti e il traffico che si erano verificati durante l'evacuazione dell'Uragano Rita del 2005; fu inoltre un Sostenitore dell'Affordable Care Act (ACA) federale, e votò contro l'adesione all'Interstate Health Care Compact, un'alternativa alla tradizionale partecipazione all'ACA. Introdusse una legge che ampliava i diritti medici acquisiti in Texas ai sensi dell'ACA, avvertendo i legislatori del potenziale contraccolpo da parte degli elettori se lo stato avesse scelto di non espandere Medicaid, che prometteva un ritorno significativo sull'investimento dello stato. Uno dei suoi maggiori successi alla Camera fu la legislazione che ha ampliato l'accesso al programma di assicurazione sanitaria per bambini, approvata nel 2007.
Come sindaco di Houston, Turner si pose come obiettivo della sua amministrazione di porre fine al problema dei senzatetto in città. Turner chiese alla polizia di iniziare a far rispettare un'ordinanza che vietava di condividere il cibo con i senzatetto nella città di Houston.

## Vita privata
Era sposato con Cheryl Turner, un ex assistente procuratore distrettuale della contea di Harris, dal 1983 alla fine del 1991.
In qualità di sindaco, Turner ospitò le cerimonie di apertura dell'Anime Matsuri dal 2018 al 2023, dopo aver fatto apparizioni come cosplay degli anime come l'Organizzazione Alba di Naruto nel 2018, Son Goku di Dragon Ball nel 2019, Kyojuro Rengoku di Demon Slayer - Kimetsu no yaiba nel 2021, Ichigo Kurosaki di BLEACH nel 2022 e Monkey D. Rufy di One Piece nel 2023.